# 新界六日戦争

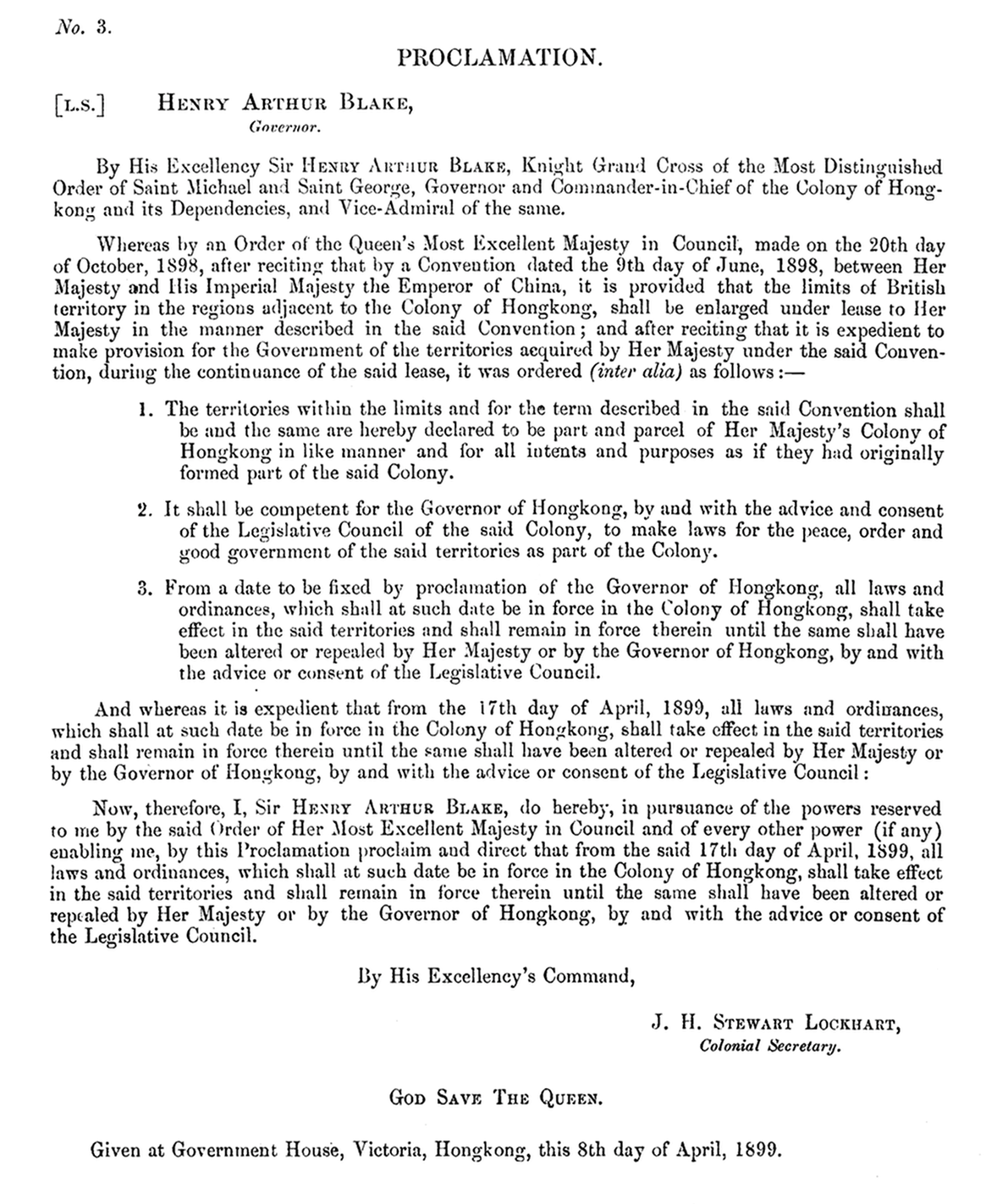
輔政司ロックハートによる新界接収を宣言する公布

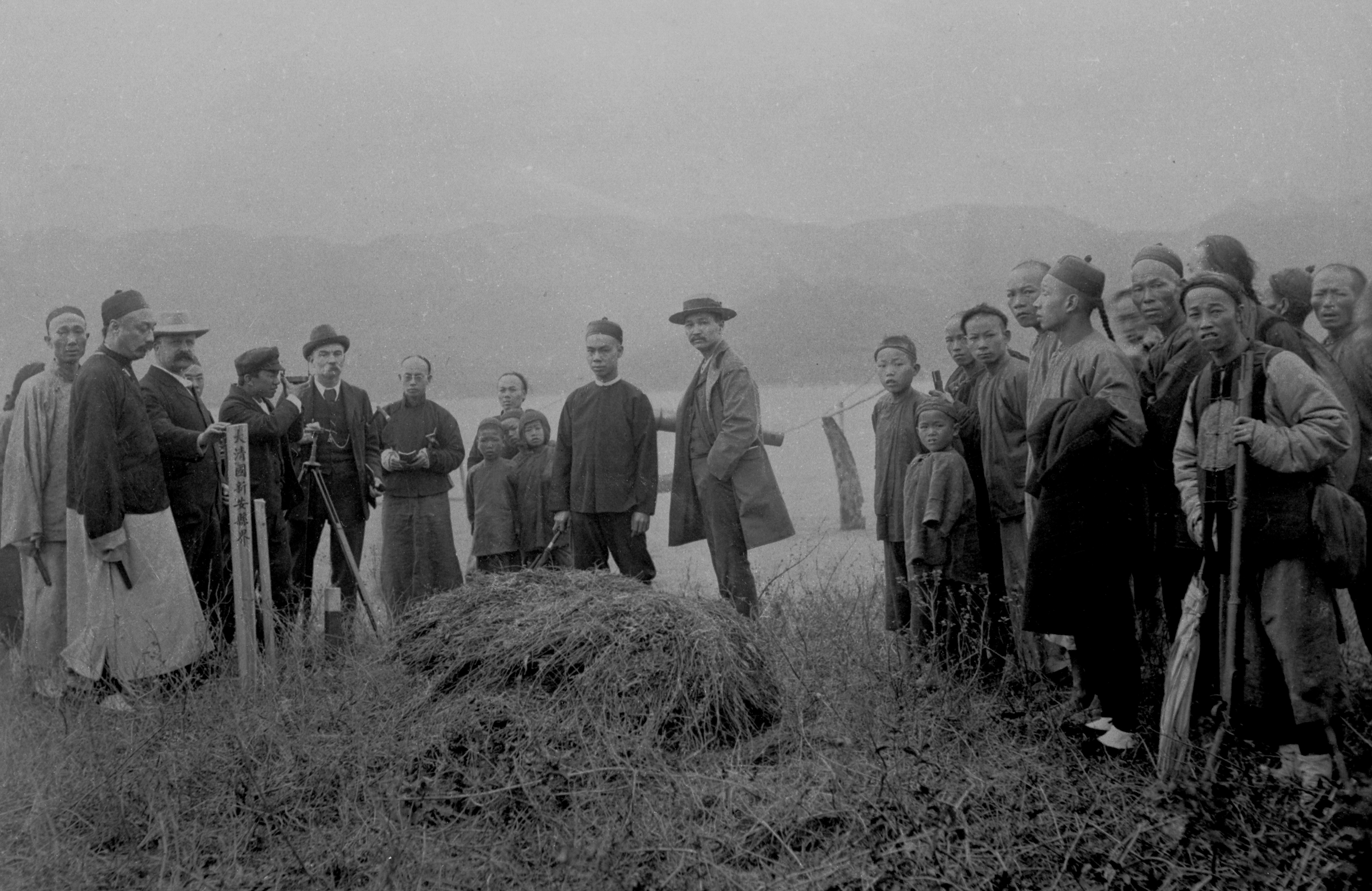
1899年、新界における国境画定を行う王存善（左から2人目）とロックハート（左から3人目）

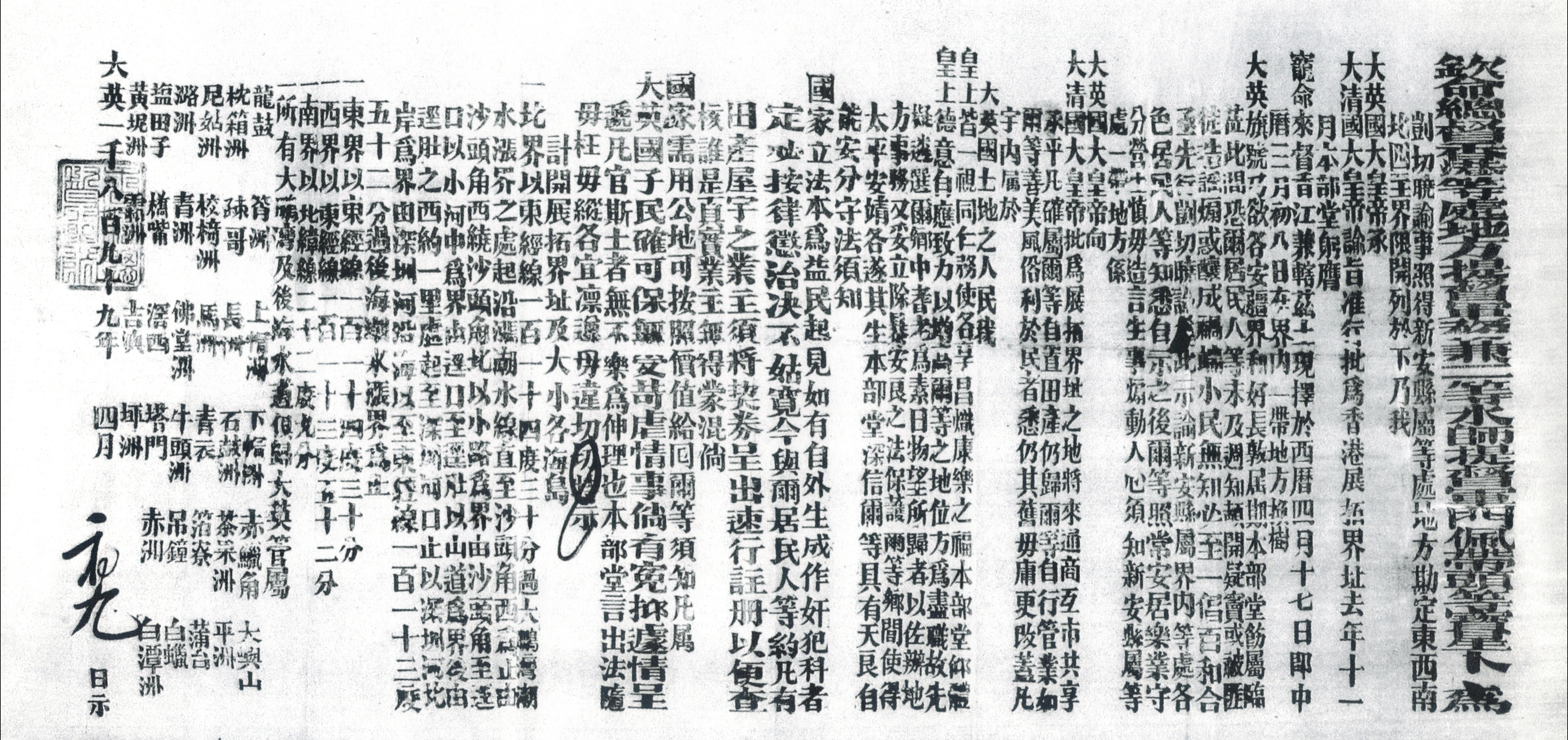
香港総督による新界接収の公告

新界六日戦争（しんかいむいかせんそう、中国語: 新界六日戰、英語: The Six-Day War of 1899）は、1899年4月14日から19日にかけて英領香港の新界で発生した、イギリス軍と新界原居民との間の戦闘である。この戦争の発端は、イギリスによる新界接収に対し、原居民たちが将来への不安から動揺したことにある。屏山鄧氏を筆頭とした新界の主要氏族

はイギリスの接収に抵抗することを決定し、蜂起に踏み切った。戦闘の結果、参加した村民は大きな損害を被り、約500名の郷勇が英軍に殺害されたのに対し、英軍側の負傷者は軽傷1名にとどまった。戦後、両者は迅速に和解し、その後香港政庁と戦闘に関与した氏族はいずれもこの戦争について多くを語ることはなかった。このため、この戦争は次第に人々の記憶から忘れ去られることとなった。さらに、当時の新聞報道もこの出来事をほとんど取り上げなかったため、後世の記録は曖昧になっている。

## 参戦勢力
新界側の郷勇について、現在判明している参戦氏族および村落は、元朗の屏山郷、厦村郷、十八郷、錦田郷および大埔七約（翕和約を除く）である。厦村・屏山の鄧氏は、さらにそれぞれ東莞の雁田および懐徳に住む同族の援軍を呼び寄せ、新界での戦闘に参加させることに成功している。大埔七約では、泰亨郷と林村が主な戦力となり、一部粉嶺の村民も加わった。一方、錦田鄧氏の中でも大埔頭鄧氏および龍躍頭鄧氏の二支族は大埔七約による長年の圧迫を受けており、敵対関係にあったため、参戦を拒んだ。また、新界のその他の村々——上水、金錢村、河上郷、新田、丙崗、さらに新界東部・南部の各郷村——はいずれも戦闘には一切関与せず、静観する立場をとった。戦役中に戦死した郷勇の大半は、屏山、厦村、十八郷および錦田の出身者であった。
香港政庁の側は、初期には少数の英軍と警察しか派遣しなかった。これは、新界の他地域の接収に際しては村民の反抗がなく、当時の香港政庁は村民の反英感情の深刻さを深刻に受け止めていなかったためである。その結果、軍事力が劣勢となり、一時危機的状況に陥ったことで戦闘は6日間にわたり続くこととなった。この6日間における主な戦闘には、大埔の戦い、林村谷の戦い、上村の戦い、吉慶囲包囲戦がある。戦闘において郷勇は柔軟な戦術運用を見せたが、武器の劣勢により英軍に対して有効な損害を与えることはできなかった。

## 背景
1898年6月9日、大英帝国と大清は「展拓香港界址専条」を締結、同日中に批准を交わした。これにより、1898年7月1日から広東省新安県の深圳河以南の地域は租借地として英領香港に編入されることとなった。
当時の国際法の規定によれば、受領側が正式な接収式を行ってはじめて領有が確定することになっていた。しかし、香港政庁は事前に地理や住民の状況を十分に把握する必要があったために接収を急がず、1899年4月になってようやく正式に新界の接収を開始した。
新界の接収は、輔政司のジェームズ・スチュアート・ロックハートが担当した。1898年6月、イギリスはロックハートを新界に派遣し、実地調査を行わせた。ロックハートは8月に新界に到着し、同月末に調査を完了した。調査中、ロックハートは多くの場所で歓迎されたが、錦田では石を投げられるなどの抵抗にも遭った。調査を終えた後、彼は帰国の途上の船上で『香港殖民地の拡張に関する報告書（英語: Papers Relating to the Extension of the Colony of Hong Kong; 中国語: 香港殖民地展拓界址報告書、略称Lockhart Report 1898 / 駱克報告書）』を執筆し、これの抄録が『新界調査報告書（英語: Extracts from papers relating to the extension of the colony of Hongkong）』である。報告書では新界の状況が詳しく記述され、統治方針としては現状を極力維持し、大清の統治に近い方法を採ることが提案された。しかし、香港政庁はこのような方針であったにもかかわらず、住民たちに対して十分な説明を行わなかったため、彼らの間に不安が広がった。住民たちは、風俗や慣習が変えられたり、課税が増えたり、香港島や九龍のような都市の規則に従わされるのではないかと懸念した。
境界については、ロックハートと大清の王存善との間で1898年11月に画定された。
この期間、香港政庁は新界の住民と何度も接触を重ねていたものの、接収の具体的方法をなかなか公表しなかったため、様々な噂や不安が広がっていった。特に、各大氏族の風水や土地権益に関わる問題は敏感であり、住民の間には恐慌と反抗の気運が醸成された。一部の村民は何度も香港政庁の役人と面会して状況の説明を求めたが、他方で武力による抵抗の準備を進める者も現れた。香港政庁は当初、1899年4月8日に大埔で接収を象徴する国旗掲揚式を挙行する予定であったが、旗桿山（英語: Flagstaff Hill）に式典用の仮設小屋（蓆棚）を建てるために派遣された作業員が村民に脅される事件が発生し、式典は延期された。これを受けて、香港総督のヘンリー・アーサー・ブレイクは急遽広州に赴き両広総督と会談を行ったが、大清側はこの反抗は自分たちとは無関係であると否定した。
また、1899年4月3日には、当時の香港警察隊長であったフランシス・ヘンリー・メイが部隊を率いて大埔新墟

の文武二帝廟

に入り現地調査を行った際、村の長老たちとわずかに言葉を交わした直後、蓆棚の設置場所をめぐって口論となった。議論は次第に激しさを増し、最終的には煉瓦や木の棒が飛び交う暴力的な衝突に発展し、警察官が攻撃される事態となった。混乱の中、メイは部下に対し、小銃に銃剣を装着させ威嚇を行い、ようやく旗桿山へと撤退することに成功した。
ブレイク総督は、1899年4月7日から9日にかけてようやく新界接収の詳細を正式に公布し、当初4月8日に予定されていた国旗掲揚式を4月17日に延期した。また、政府は各村に公告を掲示し、これによって紛争は回避できると考えていた。しかし実際には、地元の原住民の間では反抗の準備が整えられていた。

## 戦闘の経過

戦闘経過

### 大埔村民による開戦
本来、元朗の郷勇たちは4月17日の掲揚式に合わせて蜂起する計画であったが、大埔の村民たちはその計画に従わなかった。4月14日、大埔の郷勇が予定を前倒しして戦いを始めた。香港政庁は同日、その地域が再び危険な状況にあることを知り、警察隊長のメイを大埔新墟へ派遣した。現地では木製の仮設小屋が焼き払われ、向かいの山では戦闘が発生しており、同時に鑼や太鼓による警報も鳴り響いていた。文武廟では、廟の管理者がメイに対し、「このままでは郷勇に殺されるから早く逃げた方がよい」と助言し、また工事作業員たちは無事であり、すでに陸路で香港島へ戻っていることも知らせた。メイはその後陸路で沙田まで退却し、飛鵝山を越えて九龍を経由し、無事香港島に戻った。仮設小屋を焼いたのはすべて同じ勢力であり、その多くは大埔七約のうち、泰亨および林村の村民で、一部には粉嶺の村民も含まれていた。蜂起の後、錦田および八郷の村民もこれに加わった。
4月15日、メイは香港警察およびおよそ100名の英軍兵士を率いて沙田から大埔へと向かい、軍の陣容によって村民を威圧しようとした。しかし郷勇は英軍に対して砲撃を加え、沙田へ使者を送り援軍を求めた。このとき、イギリス側の防備は警察と少数の兵士に限られ、弾薬も不足していたため、奇襲を恐れて反撃は行われず、ただひたすら英軍の増援を待つしかなかった。ようやく、駆逐艦「フェイム」が大埔海に進入し、砲台に砲撃を加えたことで防衛線は崩壊した。郷勇たちは梅樹坑を経て、全村民が大砲を携えて林村谷へと退却した。現場に遺された旗から判断するに、指揮を執っていたのは泰亨文氏であったことが分かる。その後、反抗に関与した泰亨村の文湛泉ら大埔の長老たちは旗桿山に赴き、ロックハートと駐港英軍司令官のウィリアム・ジュリアス・ガスコインの前で叩頭して謝罪した。彼らはさらにイギリス国旗を持参し、掲揚式で使用されるよう願い出たところ、最終的にその願いは叶えられた。
4月16日、香港政庁は大埔への兵力を増強し、予定を一日繰り上げて正式な接収式を挙行した。これにより新界は正式にイギリスに接収され、降伏した大埔の長老たちの多くもその国旗掲揚式を見守った。同日、香港総督も九龍城外にて簡素な形で国旗掲揚を行った。また、九龍の油蔴地で騒乱が発生し、油蔴地警察署が襲撃されるとの情報があったため、防衛が強化されたが、最終的には何事もなく平穏であった。この期間中、九龍凹、沙田凹および馬窩山頂には陣地が設けられた。そして4月17日には、すでに作戦用の電話通信回線が敷設されていた。

### 元朗村民による迎撃
4月17日、英軍が林村谷の放馬莆に進入した際、元朗の郷勇に奇襲された。郷勇は林村凹（大埔社山）に砲台を築いていた。英軍は支援が不足しており、大砲はあったものの重量があり、運搬に動物が使えず苦力のみで運ぶことになったため、進軍は難航した。さらに当日は大雨が降っており、林村凹に砲を運ぶのはほぼ不可能であった。この間、郷勇の砲撃により英軍の軍医一名が負傷した。英軍は包囲攻撃を決断し、梅樹坑を経て砲台裏手より突撃をかけた。配属されていたインド兵は険しい山道も平地のごとく進軍した。郷勇側は地形が険しい山側から攻撃されることを想定しておらず、奇襲を受けて混乱のうちに錦田へと撤退した。撤退はあまりに急で、全ての火砲を持ち出す余裕はなく、一部は泥中や水中に埋めて隠された。
林村での戦いに勝利した後、英軍はさらに進軍し、上村付近に駐紮した。しかしこの時、兵は疲弊しきっており、糧秣も不足していた。ちょうどこの頃、英軍の別動隊が粉嶺から北上し、八郷方面へと転進して支援に向かったことで、包囲状態を打開することができた。進軍の途中、泰亨や粉嶺を経由し、通過した村々を降伏させた。
4月18日、郷勇は再び攻勢を仕掛け、両軍は石頭圍村東北で川を隔てて対峙した。千人を超える郷勇が約300名の英軍に対して進攻を行ったが、英軍はこれに激しく砲撃を加えた。この戦いで郷勇側は甚大な損害を被り、これが最後の戦闘となった。郷勇は錦田へと撤退するが、その途中で英軍の追撃を受けた。
ロックハートは12日に会見した長老たちの安否を非常に心配していたため、英軍は翌日に屏山へと急行した。道中、八郷・錦田・屏山・厦村の各地で村ごとに降伏を受け入れた。英軍はさらに東進し、吉慶囲および泰康囲の鉄門が戦利品として英軍により持ち去られた。また、英軍の別部隊が屯門、後海、荃湾の三方面から元朗へ進入し、この時点で一連の騒乱は完全に鎮圧された。

## 戦後

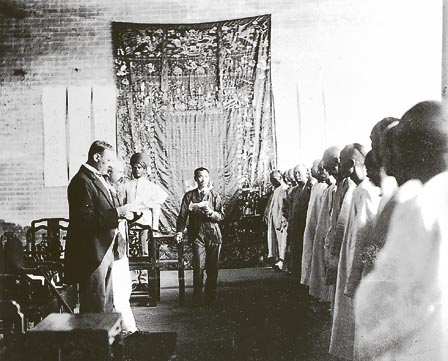
8月4日、香港総督ブレイク（左端）は屏山の鄧氏宗祠を訪れて地元の郷紳たちと会見し、香港政庁の統治原則を改めて強調した。中央にいる人物は通訳の蔡毓山である

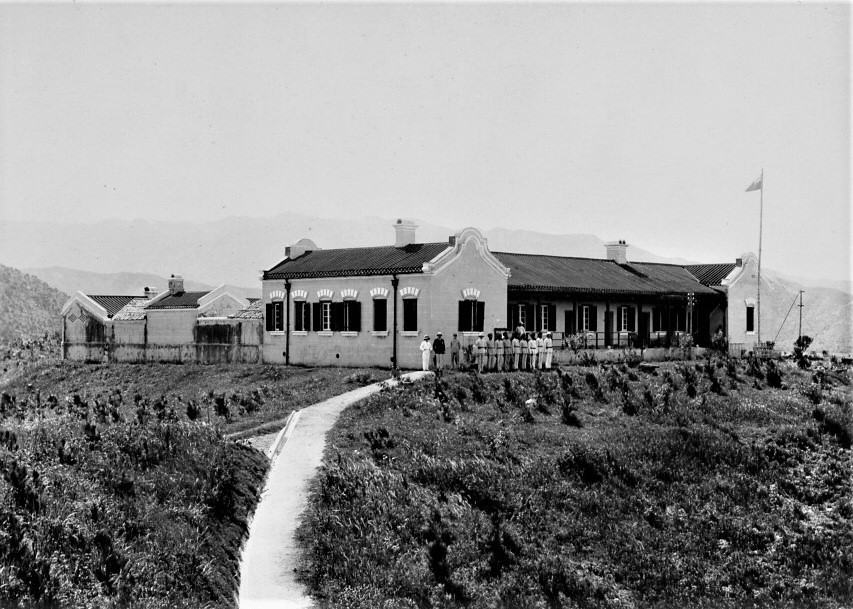
戦闘後運頭角に建てられた大埔警署（1901年撮影）

郷勇がよく組織されていたことから、香港政庁は今回の騒乱が新安県の官吏によって扇動されたものではないかと疑い、1899年5月16日には軍隊を派遣して九龍寨城を武力占拠し、城内の清朝官吏および兵士を追放し、また一時的に深圳墟をも占領した。この戦争は間接的に、大清が英領香港内に保有していた飛び地、九龍寨城を無政府状態に陥らせる結果となった。
輔政司のロックハートは反乱者を処罰すべきだと主張したが、ブレイク総督はこれを認めず、今回の事件は寛大に処理すべきだと考えた。戦死した村民は沙埔の共同墓地に埋葬された。
香港政庁が新界を接収した後、各大氏族は現実を受け入れざるを得なくなった。もはや小氏族に対して優位に立つことはできず、地主と小作人という関係も消滅した。政庁による新界統治も市区と同様に、士紳を通じて地域住民を管理する形で行われたため、現地社会は比較的早期に植民地政庁の統治を受け入れた。その後、東莞人が再び香港での蜂起を企てたが、村民の支持を得られず、事は自然消滅した。
香港政庁は同年に屏山、凹頭、大埔の運頭角にそれぞれ警察署（すなわち屏山警署、凹頭警署、大埔警署）を設置した。
一方で、吉慶囲と泰康囲の鉄門はロックハートからブレイクに贈られ、ブレイクが英国本国に所有する別荘の門として使われた。1925年、鄧伯裘は香港総督レジナルド・エドワード・スタッブスに吉慶囲鉄門の返還を求め、スタッブスはこれに応じた。香港政庁は全額を負担して、鉄門を買い戻し、再設置まで全ての手続きを担当した。設置時にはスタッブスが現地を訪れて奠基式を行い、鄧氏はその記念碑を立てた。

## 評価と影響

### 「抗英」の評価と原居民の特権
1997年の香港返還以降、一部の新界原居民はこの「反英抗暴」を自分たちが伝統的権益を持つ理由の一つとして取り上げるようになった。例えば、郷議局発行の『原居民傳統與其權益』（2000年）においても、「新界人による武装抵抗があったからこそ、英政府は新界の住民に比較的大きな自治権を与えた」と指摘している。
2023年6月7日の立法会においても、史跡保護に関する劉智鵬の質問の中で「香港には、1899年に新界の住民が郷土を守るためにイギリスに抵抗した『六日戦争』から、1941年に香港守備軍が一致団結して日本軍に立ち向かった『香港保衛戦』に至るまで、豊かな抗戦の歴史がある」と語られるなど、中華人民共和国のナショナル・ナラティブへの接近が試みられる中でこの「抗戦」も注目されるようになっている。

### 祭祀
新界六日戦争に参加した村落では、義祠の建立および定期的な祭祀の実施を通して、戦争にまつわる共同体の集合的記憶を醸成・維持している。

#### 八郷
八郷の村代表は、毎年秋分に八郷古廟に集まり、新界六日戦争に際して郷土を守るための壮烈な犠牲となった烈士たちを祀るための祭祀を行っている。
八郷祖堂同益堂は戦闘後、55名の殉難した八郷村民の名前を探し、八郷古廟隣に烈士祠を建設した。祠内には2つの木製扁額があり、上の扁額には27名の烈士の名前が刻まれ、下の扁額には28名の名前が刻まれている。また、古廟の歴代司祝の神位も並べられており、すべての烈士には「清処士」の称号が与えられ、さらに無名の女性烈士を奉る神壇も設けられている。
同益堂は毎年秋分を祭りの日と定め、村のために命を捧げた先烈を悼む。祭祀が終わると、廟の前で同益堂管轄下の村々の60歳以上の男性村民に盆菜が振る舞われる。報道によると、かつては一人一斤の豚肉が配られていたが（分猪肉）、時代が進むにつれて1980年代末からは焼肉に変わり、最近では利是（お年玉）が配られるようになった。

#### 屏山
十九世紀中葉に建てられた達徳公所は、もともと屏山鄧氏の更練団の本部であった。1862年には左側に慰寂祠、右側に英勇祠が増築され、屏山鄧族が他の村との争いで命を落とした人々を祀る場となった。
達徳公所は六日戦争に際しては、元朗方面の郷勇の戦闘指揮所として用いられた。1938年に公所が改修される際、特に六日戦争における屏山および達徳約の村落からの戦死者の名前を石碑に刻んで奉ることになった。石碑には「忠義留芳」という題が刻まれ、173名の名前が記されている。

#### 十八郷
十八郷瓦窰頭にある大樹下天后廟には英勇祠が付設されており、これは六日戦争における十八郷の戦死者を祀るものである。郷土の先人を祀る秋分には、十八郷各村の村長および長老が十八郷の200名の英烈の神位を祀る祭祀を行っている。

#### その他
吉慶囲近傍の友隣堂に置かれた英雄祠や、逢吉郷妙覚寺にある義塚などは、六日戦争の死者を祀るものである。